# Immeuble d'habitation

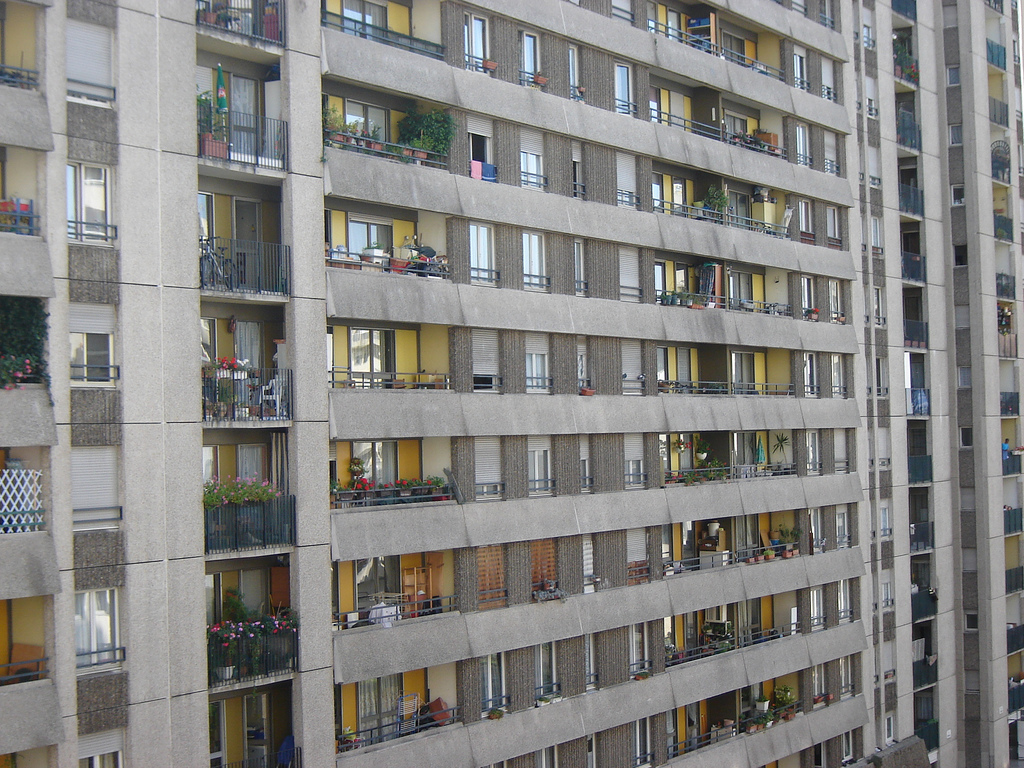
Immeuble en banlieue parisienne (Boulogne-Billancourt). Selon leurs formes ces immeubles sont dits « tours » ou « barres ».

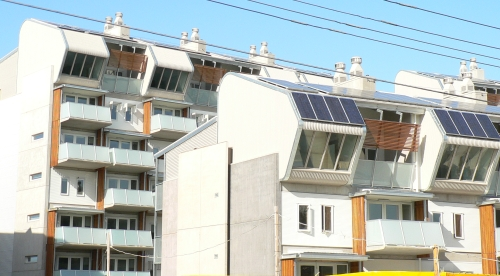
Immeubles australiens intégrant certains critères de haute qualité environnementale (bioclimatique).

Un immeuble d'habitation, ou immeuble collectif, est un bâtiment collectif à usage d'habitation. Il peut être découpé en appartements formant des « parties privatives », auxquelles sont adjointes des « parties communes » constituées notamment de passages, de locaux techniques et de jardins.
Dans son sens courant, un immeuble est un bâtiment de plusieurs étages. Comme tout bâtiment, il peut être conçu pour assurer des fonctions résidentielles, administratives (privées ou publiques) ou financières.
Étant donné sa structure multiétage, un immeuble comprend souvent plusieurs utilisateurs, qu’ils soient locataires ou copropriétaires. L'immeuble d'habitation se différencie ainsi de la maison, qui ne comprend qu'un seul foyer, ou ménage. Il comprend plusieurs unités d’habitation appelées appartements.

## Catégorisation
Sur le plan de l’usage, on distingue les immeubles de rapport et les immeubles à usage mixte, généralement d'habitation de commerce.
L'ensemble s'oppose aux immeubles non résidentiels, comme les immeubles de bureaux, les immeubles industriels, les immeubles gouvernementaux, etc.
Sous l’aspect structurel[réf. nécessaire], on distingue en particulier les gratte-ciel, immeubles d'une hauteur importante.
- Immeuble (hormis maisons) : de 1 à 5 étages
- Immeuble de grande hauteur : entre 6 et 12 étages
- Gratte-ciel : 13 étages et plus

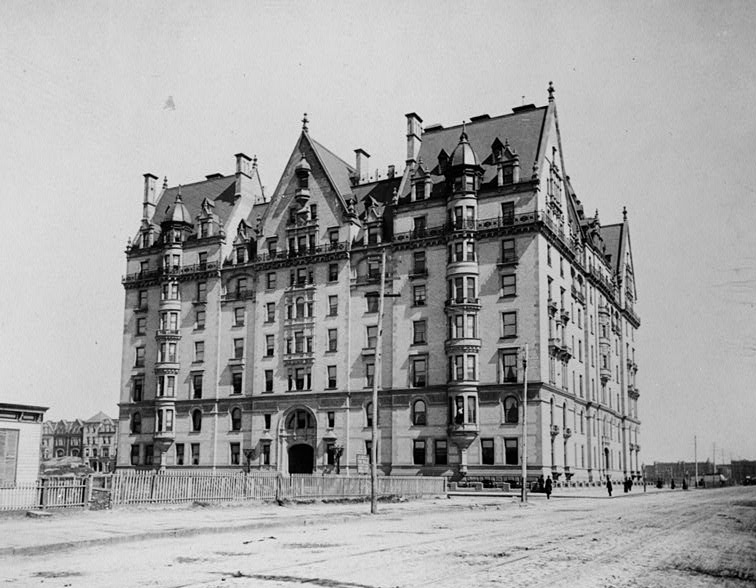
Le Dakota Building, immeuble construit à Manhattan vers 1880 (musée de la ville de New York).
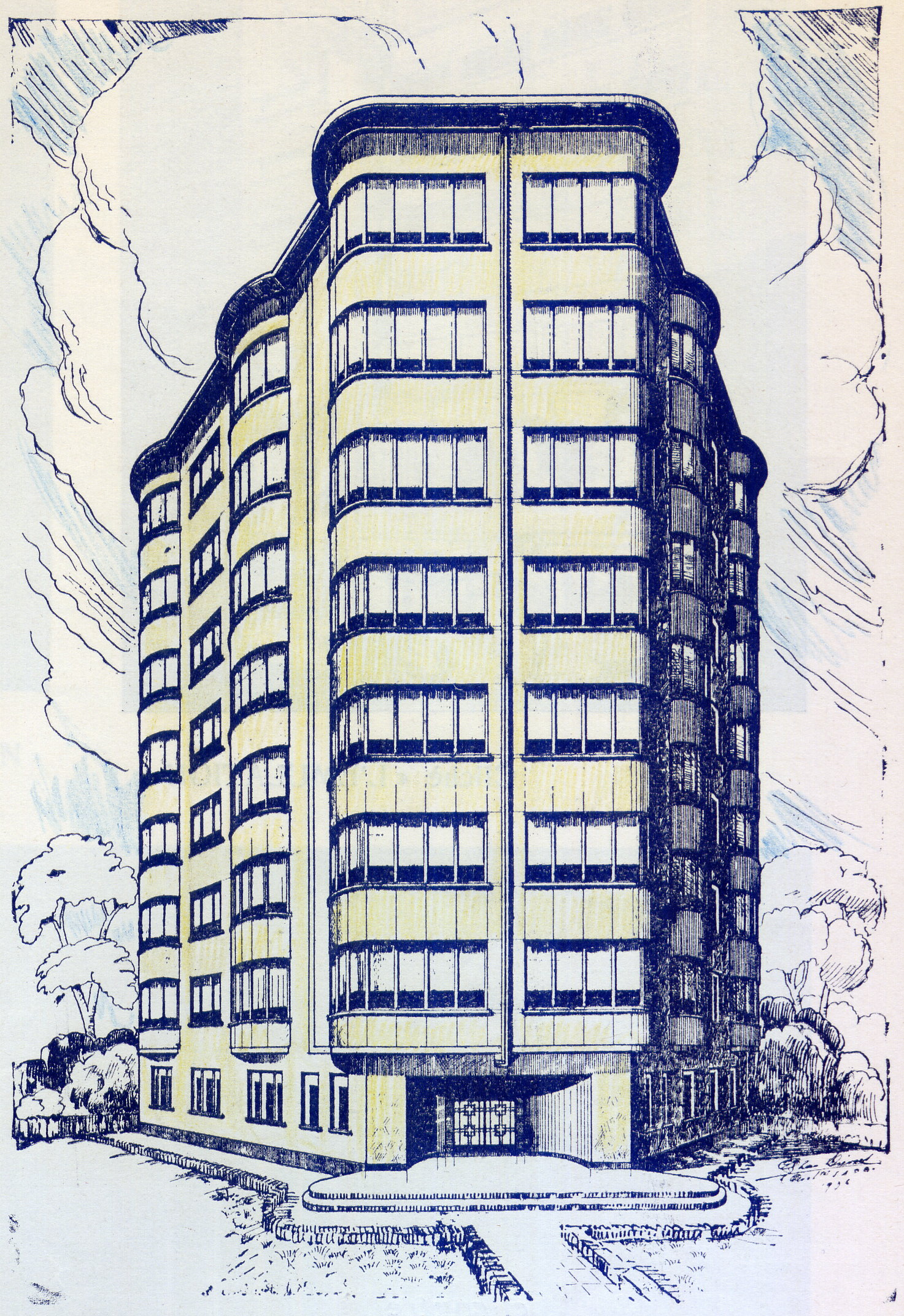
Projet d'immeuble de Léon van Dievoet pour le Quartier des Nations à Bruxelles, 1936.
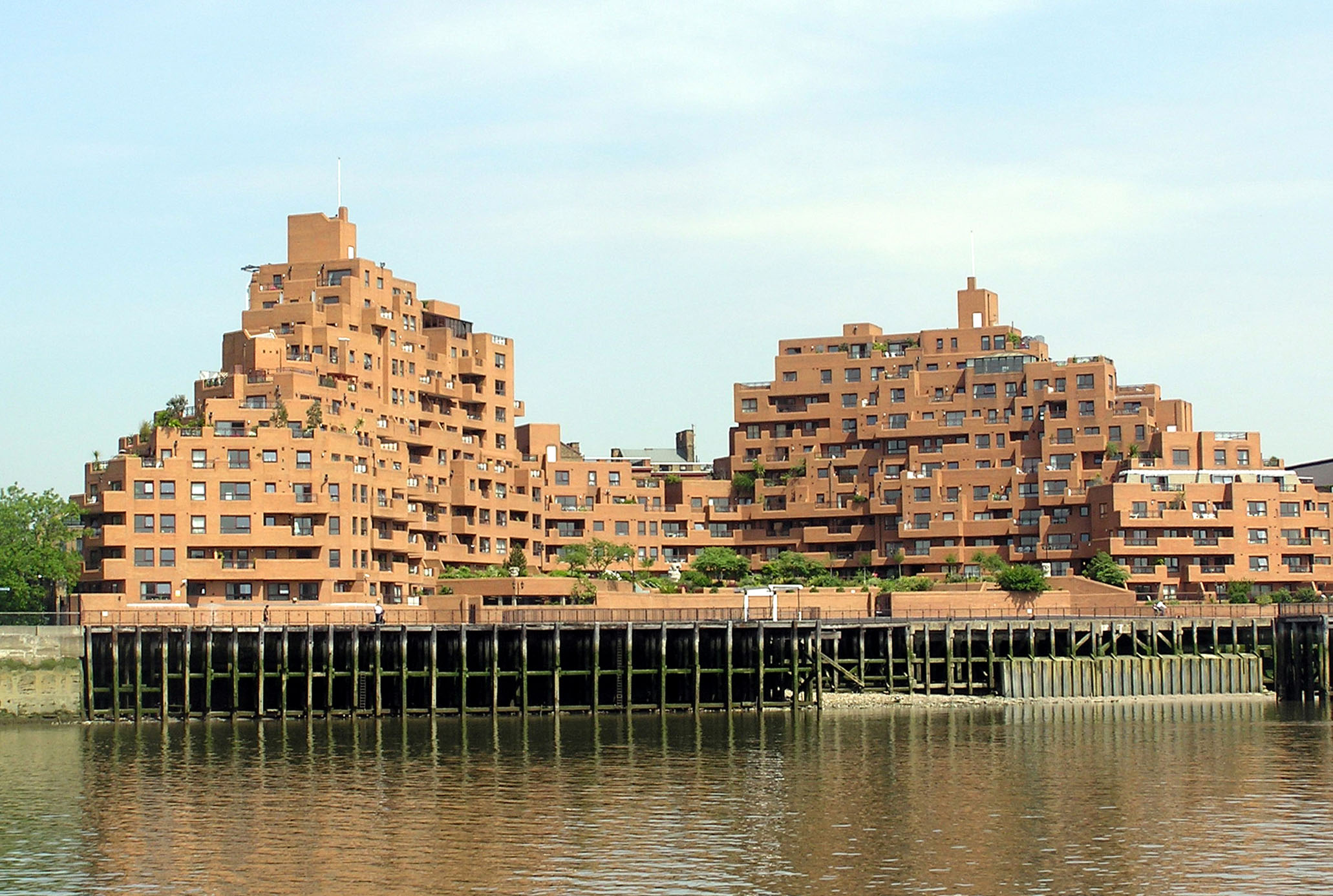
Free Trade Wharf, un immeuble moderne au bord de la Tamise.

## Représentations dans les arts
La Vie mode d'emploi, roman de Georges Perec publié en 1978, adopte pour structure le plan d'un immeuble parisien : chacun des 99 chapitres décrit une pièce d'un des appartements, constituant progressivement plusieurs histoires correspondant aux locataires de l'immeuble, en tout environ 200 personnages.
Le cinéma utilise parfois l'immeuble comme cadre de ses récits. Les Femmes du 6e étage, une comédie du réalisateur français Philippe Le Guay sortie en salles en 2011, prend pour sujet la rencontre entre un agent de change vivant dans un immeuble aisé du 16e arrondissement de Paris et les femmes de ménage espagnoles vivant dans les chambres de bonnes au tout dernier étage de cet immeuble.